# My Little Pony: Equestria Girls
A My Little Pony: Equestria Girls vagy Én kicsi pónim: Equestria lányok 2013-ban bemutatott amerikai–kanadai 2D-s számítógépes animációs film, amelyet Jayson Thiessen rendezett. A film az Én kicsi pónim: Varázslatos barátság animációs televíziós sorozathoz készült. A Screenvision készítette, a Hasbro Studios forgalmazta. Ausztráliában 2013. június 16-án mutatták be a mozikban, illetve 2013. szeptember 1-én mutatta be a Hub Network csatorna. Magyarországon a Minimax mutatta be 2013. szeptember 29-én.

## Ismertető
Egy varázstükrön keresztül utaznak főhőseink egy különleges univerzumba, visszaszerezni a Kristály Csúcsról elrabolt koronát. Útjuk során meglepődve tapasztalják, hogy emberi alakot öltenek.

## Szereplők
| Szereplő               | Eredeti hang        | Magyar hang      |
| ---------------------- | ------------------- | ---------------- |
| Twilight Sparkle       | Tara Strong         | Vadász Bea       |
| Applejack              | Ashleigh Ball       | Solecki Janka    |
| Rainbow Dash           | Ashleigh Ball       | Grúber Zita      |
| Pinkie Pie             | Andrea Libman       | Zsigmond Tamara  |
| Fluttershy             | Andrea Libman       | Szabó Zselyke    |
| Rarity                 | Tabitha St. Germain | Kerekes Andrea   |
| Spike                  | Cathy Weseluck      | Seszták Szabolcs |
| Sunset Shimmer         | Rebecca Shoichet    | Simonyi Réka     |
| Snips                  | Lee Tockar          | Baráth István    |
| Snails                 | Richard Ian Cox     | Baradlay Viktor  |
| Flash Sentry           | Vincent Tong        | Markovics Tamás  |
| Celestia hercegnõ      | Nicole Oliver       | Major Melinda    |
| Celestia igazgatónő    | Nicole Oliver       | Major Melinda    |
| Luna hercegnõ          | Tabitha St. Germain | Németh Kriszta   |
| Luna igazgatóhelyettes | Tabitha St. Germain | Németh Kriszta   |
| Cadance hercegnő       | Britt McKillip      |                  |
| Big McIntosh           | Peter New           | Galbenisz Tomasz |
| Apple Bloom            | Michelle Creber     | Kántor Kitty     |
| Sweetie Belle          | Claire Corlett      | Lamboni Anna     |
| Trixie Lulamoon        | Kathleen Barr       | Lamboni Anna     |
| Miss Cheerilee         | Nicole Oliver       |                  |
| További magyar hang    |                     |                  |
| Stern Dániel           |                     |                  |

## Dalok
| Dal                                               | Eredeti előadó                                                                  | Magyar előadó  |
| ------------------------------------------------- | ------------------------------------------------------------------------------- | -------------- |
| My Little Pony Theme Song (Equestria Girls Remix) | Rebecca Shoichet                                                                | Vágó Bernadett |
| This Strange World                                | Rebecca Shoichet                                                                | Vágó Bernadett |
| Equestria Girls (Cafeteria Song)                  | Rebecca Shoichet, Shannon Chan-Kent, Kazumi Evans, Ashleigh Ball, Andrea Libman | Vágó Bernadett |
| Time to Come Together                             | Rebecca Shoichet, Shannon Chan-Kent, Kazumi Evans, Ashleigh Ball, Andrea Libman | Vágó Bernadett |
| This Is Our Big Night                             | Rebecca Shoichet, Shannon Chan-Kent, Kazumi Evans, Ashleigh Ball, Andrea Libman | Vágó Bernadett |
| A Friend for Life                                 | Jessica Santos                                                                  | Vágó Bernadett |